# Ремі Мулумба
Ремі Мулумба (фр. Rémi Mulumba, нар. 2 листопада 1992, Аббевіль) — конголезький футболіст, півзахисник клубу «Газелек».
Виступав, зокрема, за клуби «Лор'ян» та «Осер», а також національну збірну Демократичної Республіки Конго.

## Клубна кар'єра
Розпочав займатися футболом в клубі «Спортінг Аббевіль», в 2008 році перейшов до «Ам'єна».
У дорослому футболі дебютував 2010 року виступами за команду клубу «Ам'єн». Дебютував за цей клуб 7 травня 2010 року в матчі Ліги 3 проти «Байонни». В складі цієї команди провів один сезон, взявши участь лише у 3 матчах чемпіонату. 
Своєю грою за цю команду привернув увагу представників тренерського штабу клубу «Лор'ян», до складу якого приєднався 12 липня 2010 року. У складі «Лорьяна» в Лізі 1 дебютував 29 січня 2011 року у переможному (2:0) домашньому матчі проти «Бреста». Відіграв за команду з Лор'яна наступні шість сезонів своєї ігрової кар'єри, але більшу частину цього періоду перебував у орендах. Протягом цього часу двічі поспіль відправлявся в оренду до «Діжона» (2013—2014 роки). В складі «Діжона» дебютував 18 січня 2013 року в програному (1:3) виїзному матчі проти «Тур». Влітку 2013 року термін дії орендної угоди було продовжено ще на один рік. Влітку 2014 року Ремі Мулумба на правах оренди перейшов з «Лор'яна» до «Осера», у складі якого провів наступний рік своєї кар'єри гравця. В «Осері» він дебютував 15 вересня 2014 року в виграному (2:1) матчі чемпіонату проти «Труа». Першим голом за бургундців відзначився в 9-му турі, в матчі проти «Арль-Авіньйона». Більшість часу, проведеного у складі «Осера», був основним гравцем команди. В «Осері» він провів рік, після чого повернувся до «Лор'яна».
До складу клубу «Газелек» приєднався 14 червня 2016 року. В складі «Газелека» в Лізі 2 29 липня 2016 року проти «Бреста» (0:0). Відтоді встиг відіграти за команду з Аяччо 15 матчів в національному чемпіонаті.

## Виступи за збірну
Ремі Мулумба народився в Франції, тому з початку своєї кар'єри виступав за різноманітні юнацькі та молодіжні збірні цієї країни. Проте на дорослому рівні вирішив представляти футбольну збірну своєї історичної батьківщини, Демократичної Республіки Конго. В серпні 2015 року приймає запрошення від цієї збірної для участі в матчі кваліфікації Кубку африканських націй 2017 проти Центральноафриканської Республіки. Проте через бюрократичні причини не зміг зіграти в складі збірної. Тому він дебютував 8 жовтня 2015 року проти Нігерії. Наразі провів у формі головної команди країни 8 матчів.
У складі збірної був учасником Кубка африканських націй 2017 року у Габоні.

## Статистика виступів

### Клубна
| Сезон   | Клуб              | Країна  | Змагання | Матчі | Голи |
| ------- | ----------------- | ------- | -------- | ----- | ---- |
| 2009/10 | «Ам'єн»           | Франція | Ліга 3   | 3     | 0    |
| 2010/11 | «Лор'ян»          | Франція | Ліга 1   | 1     | 0    |
| 2010/11 | «Лор'ян» Б        | Франція | ЧФА      | 18    | 1    |
| 2011/12 | «Лор'ян»          | Франція | Ліга 1   | 8     | 0    |
| 2011/12 | «Лор'ян» Б        | Франція | ЧФА      | 15    | 2    |
| 2012/13 | «Лор'ян»          | Франція | Ліга 1   | 2     | 0    |
| 2012/13 | «Лор'ян» Б        | Франція | ЧФА      | 6     | 2    |
| 2012/13 | «Діжон»           | Франція | Ліга 2   | 14    | 0    |
| 2013/14 | «Діжон»           | Франція | Ліга 2   | 18    | 0    |
| 2014/15 | «Осер»            | Франція | Ліга 2   | 29    | 2    |
| 2015/16 | «Лор'ян»          | Франція | Ліга 1   | 6     | 0    |
| 2015/16 | «Лор'ян» Б        | Франція | ЧФА      | 9     | 2    |
| 2016/17 | «Газелек» (Аяччо) | Франція | Ліга 2   |       |      |

## Особисте життя
Ремі Мулумба, син професіонального футболіста, Альберта Мулумби, колишнього гравця «Ам'єна».